# Watertoren (Groningen Noorderbinnensingel)
De watertoren aan de Noorderbinnensingel, ook bekend als 'Duiventil', is een van de twee watertorens in de stad Groningen.
De toren, die aan de noordoostrand van de Hortusbuurt staat, is niet meer in gebruik als watertoren.

## Beschrijving
De watertoren werd gebouwd in 1908 en is vermoedelijk ontworpen door de uit Bremen afkomstige architect Carl Francke (1843-1931). Het bouwwerk is 45,3 meter hoog. Het heeft een waterreservoir van 1000 m3 in de vorm van een zogeheten Barkhausenreservoir. De watertoren van Delfzijl heeft eenzelfde type reservoir. In Nederland is dit type reservoir niet gangbaar. De Groningse watertoren is voorzien van een ijzeren draagskelet.
De watertoren diende jarenlang het Academisch Ziekenhuis. Nadat het gebouw die functie verloren had, heeft de toren lange tijd leeg gestaan. In de jaren tachtig en negentig zijn er meerdere plannen geweest om de watertoren geschikt te maken voor bewoning, horeca of andere recreatie, maar dit leidde niet tot concrete verbouwactiviteiten. Wel werd de watertoren aangewezen als rijksmonument.
Het gebied rondom de toren is rond 2000 heringericht, dusdanig dat er appartementen en aanleunwoningen gevestigd konden worden. Deze maken deel uit van het verzorgingshuis De Ebbingepoort. In 2008 werd de watertoren gekraakt. In 2013 is begonnen met de restauratie van de toren. In de loop der jaren is de wapening van de muren gaan roesten en daardoor is het metselwerk niet meer stabiel. De watertoren is sinds eind 2013 opnieuw in gebruik genomen, als ruimte waar zakelijke, feestelijke en culturele evenementen plaats kunnen vinden.

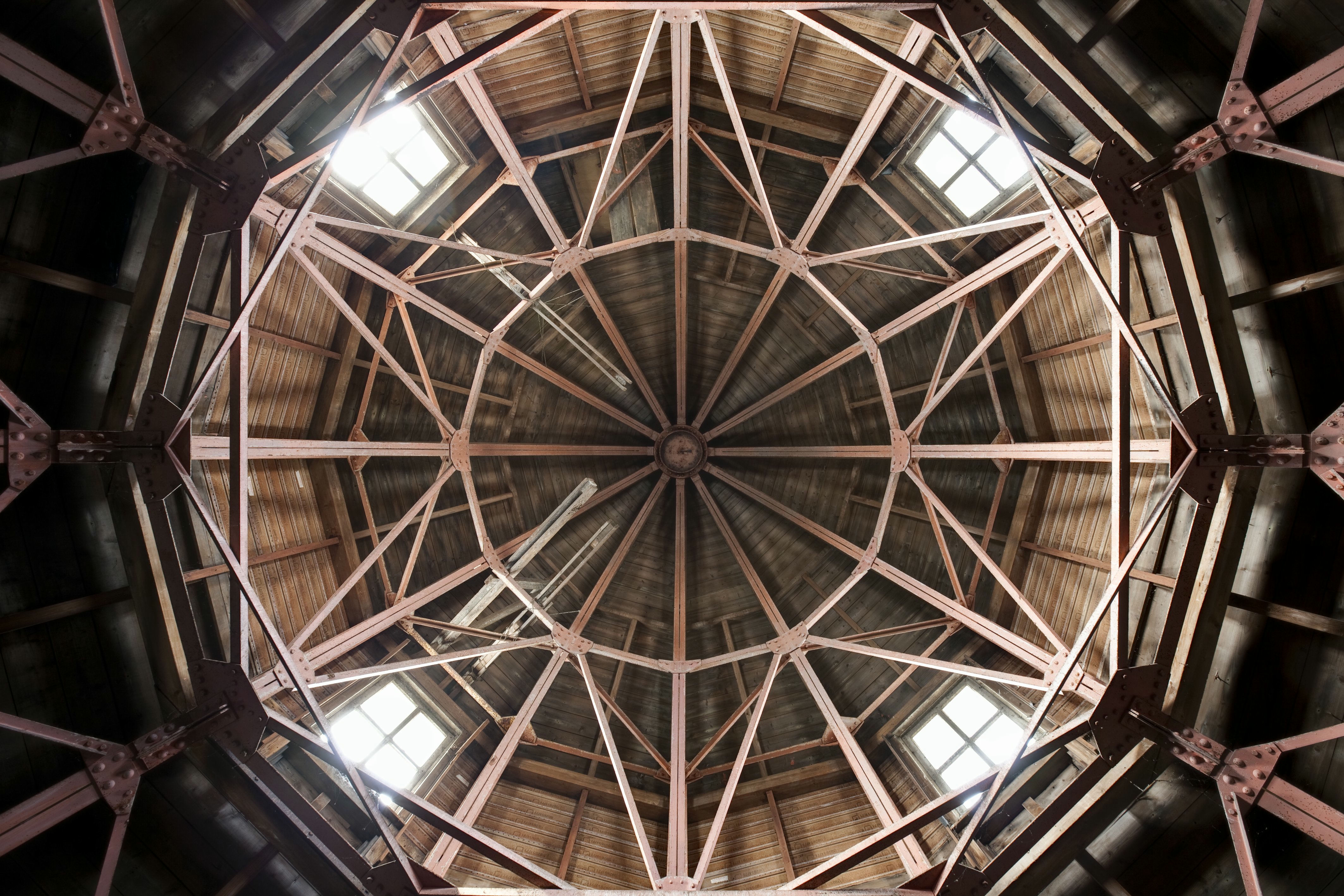
Dakconstructie (tentdak op houten spanten) gezien vanaf loopbrug recht naar boven.
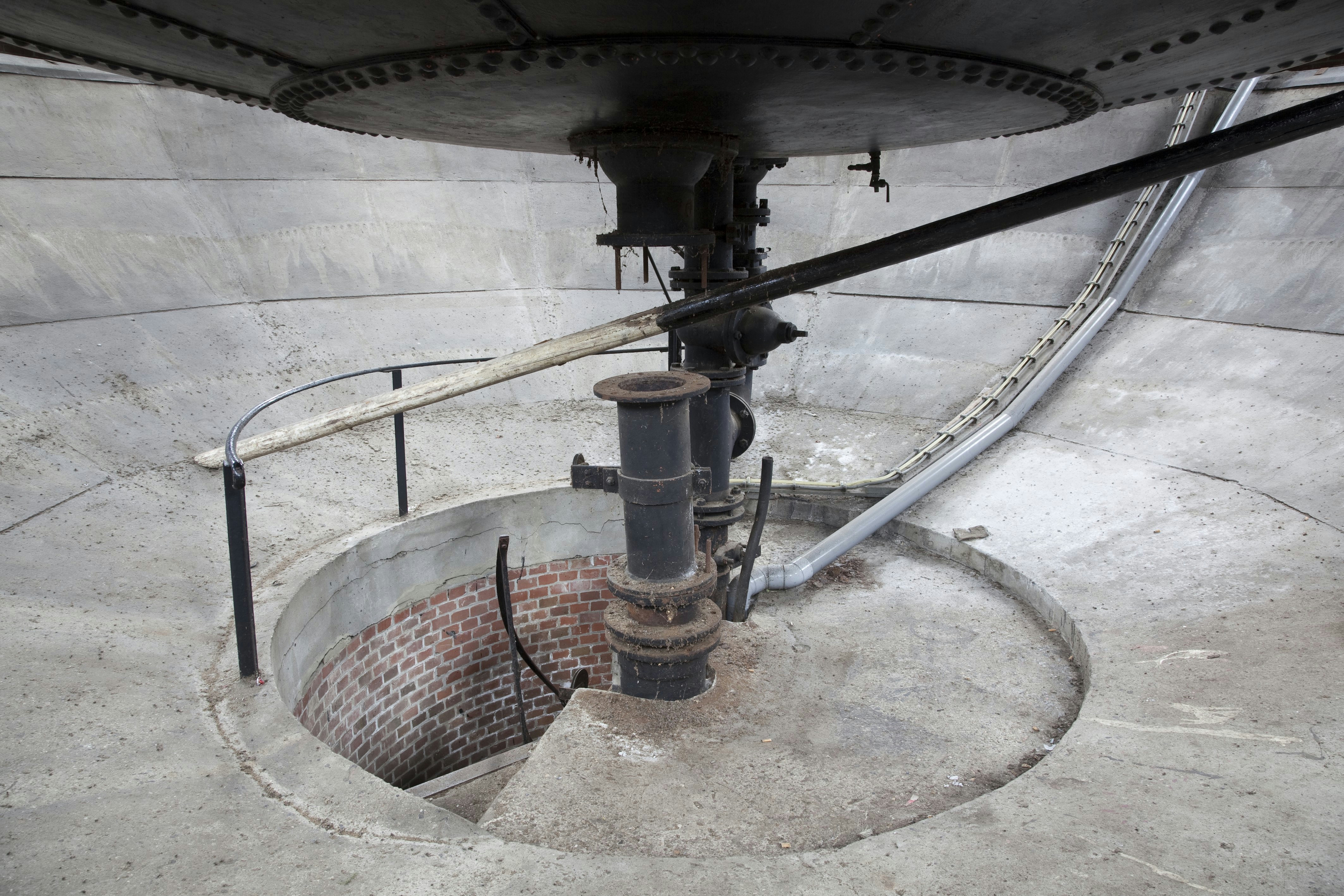
Onderzijde lekzolder met aansluitingen vat op pijpen.
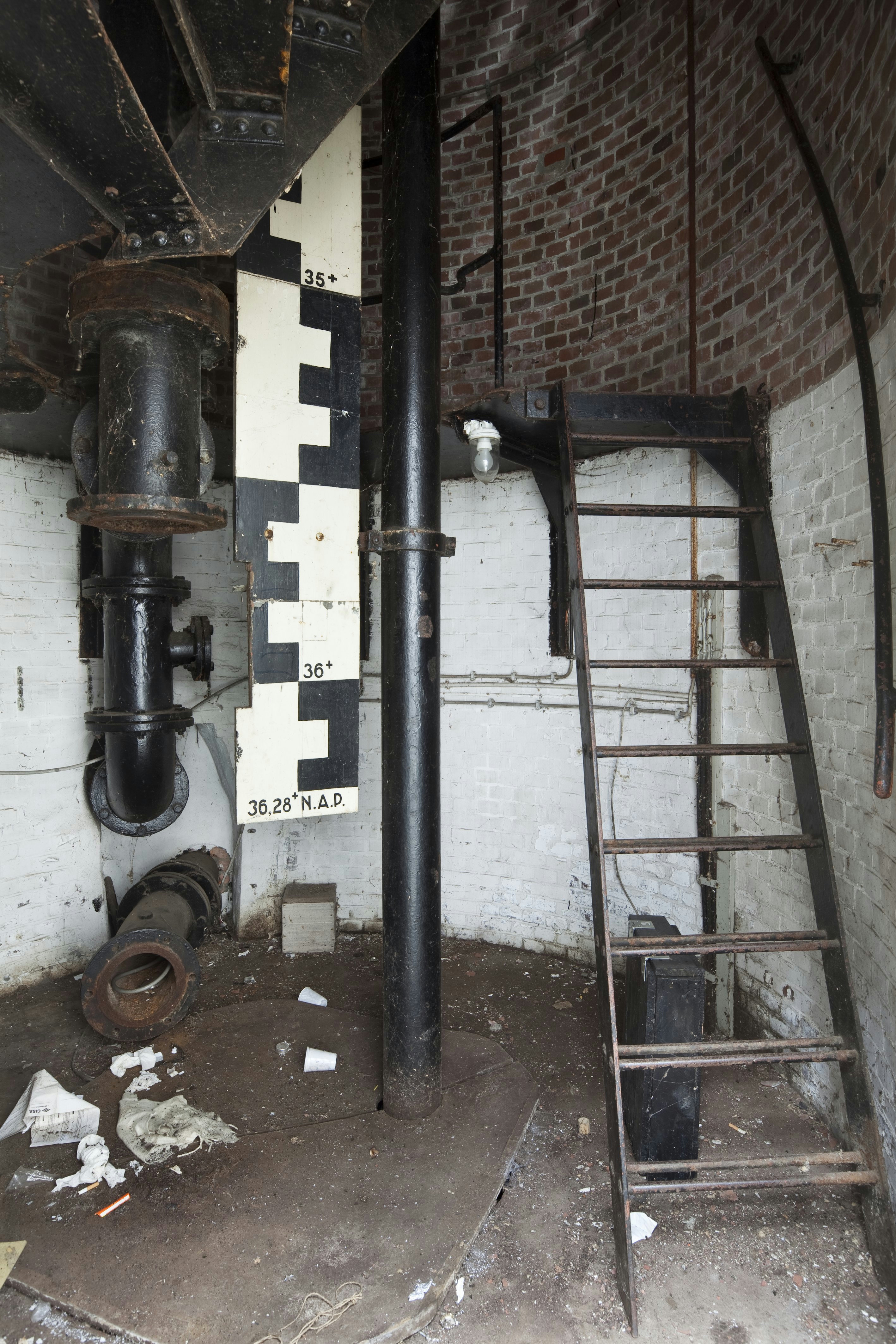
Stalen trap beneden in de toren met peilschaal.
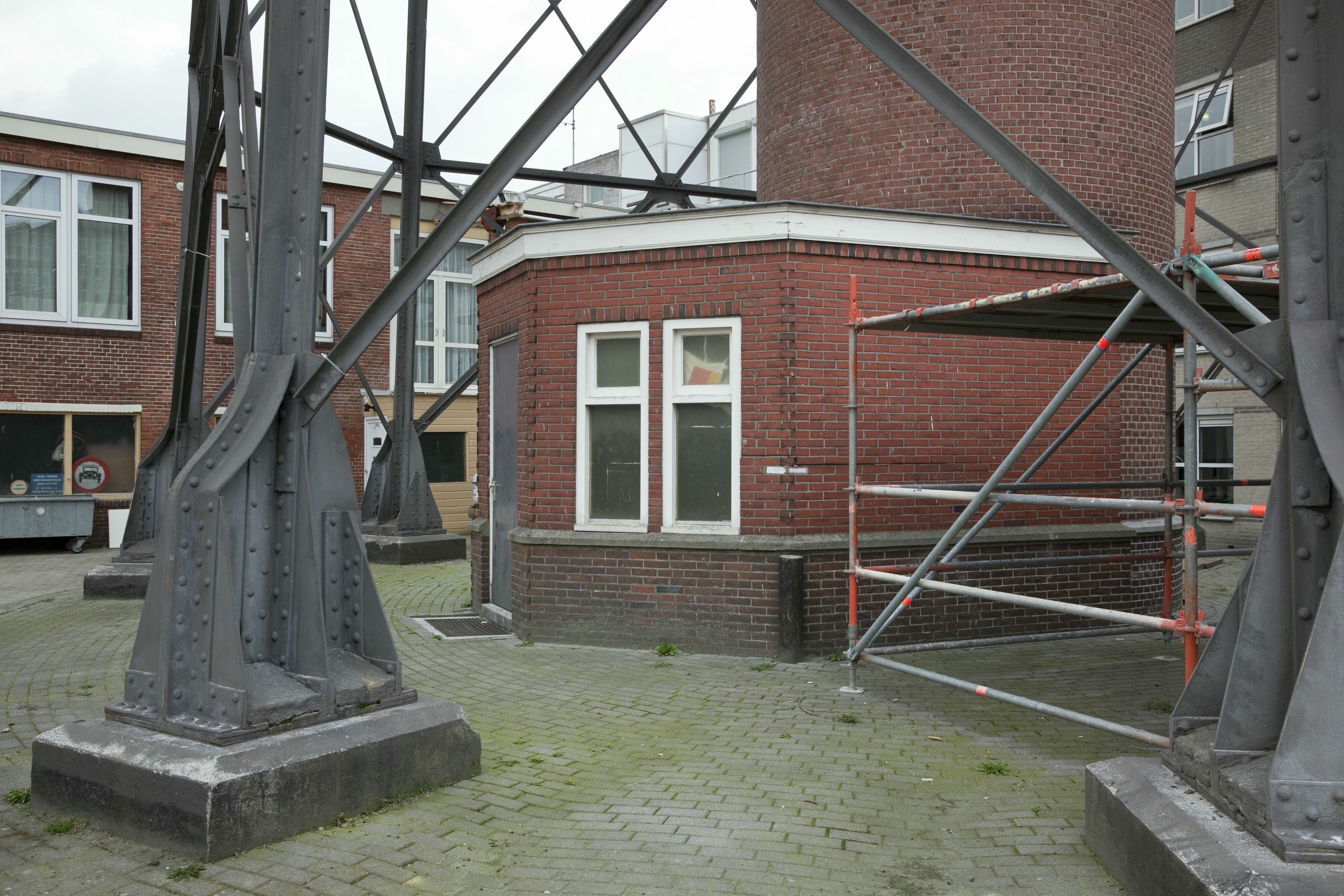
Onderzijde watertoren met het pomphuis.